# 8128 Нікомах
8128 Нікомах (8128 Nicomachus) — астероїд головного поясу, відкритий 6 травня 1967 року. Названий на честь давньогрецького математика Нікомаха Гераського.
Тіссеранів параметр щодо Юпітера — 3,201.